# Dimecres de cendra (pel·lícula)
Dimecres de cendra (títol original en anglès: Ash Wednesday) és una pel·lícula estatunidenca dirigida per Larry Peerce, estrenada el 1973. Ha estat doblada al català.

## Argument
Barbara (Elizabeth Taylor), una dona madura amb un matrimoni en crisi decideix fer-se la cirurgia estètica per semblar més jove i reconquerir el seu marit Mark (Henry Fonda). Després de l'operació, que ha resultat un èxit, Barbara espera el seu espòs en una estació alpina per donar-li una sorpresa, però abans de trobar-se amb ell, coneix a un atractiu jove que la sedueix. Ella cau rendida als seus encants aprofitant el seu rejoveniment. Quan torna a retrobar-se amb Mark aquest li diu que ha conegut una noia més jove.

## Repartiment
- Elizabeth Taylor: Barbara Sawyer
- Henry Fonda: Mark Sawyer
- Helmut Berger: Erich
- Keith Baxter: David
- Maurice Teynac: Doctor Lambert
- Margaret Blye: Kate
- Monique van Vooren: La dona alemanya
- Henning Schlüter: el jugador de Bridge
- Dino Mele: Mario
- Kathy Van Lypps: Mandy
- Dina Sassoli: Infermera Ilse
- Carlo Puri: Paolo

## Premis i nominacions[calcitació]
Nominacions
- 1974: Globus d'Or a la millor actriu dramàtica per Elizabeth Taylor